# Craonne
Craonne é uma comuna francesa na região administrativa de Altos da França, no departamento de Aisne. Estende-se por uma área de 8,62 km². Em 2010 a comuna tinha 84 habitantes (densidade: 9,7 hab./km²).